# Anna von Plauen (Quedlinburg)
Anna von Plauen († 14. Januar 1458 in Quedlinburg) war Äbtissin im Stift Quedlinburg von 1435 bis 1458.

## Leben
Anna war eine Tochter von Heinrich IX. von Plauen und Anna von Riesenburg, ein Bruder war Heinrich I. Reuß zu Plauen, Burggraf von Meißen.
Anna war Kanonisse in Quedlinburg. 1435 wurde sie nach dem Rückzug von Adelheid zur neuen Äbtissin bestimmt. Wahrscheinlich gab es keine Wahl, wie aus der Bestätigung von Papst Eugen IV. zu vermuten ist. Die Stadt Quedlinburg leistete erst nach etwa einem Jahr die übliche Huldigung.
Anna richtete ein Bauamt ein, das Ausbauten im Stift ausführen konnte. Sie belehnte Kurfürst Friedrich I. von Brandenburg mit der Herrschaft Lindau und Möckern und Kurfürst Friedrich von Sachsen mit dem Havelbruch bei Brandenburg, Teilen der Spree, sowie der Stadt Gera.
Mit der Stadt Quedlinburg kam es zu häufigen Auseinandersetzungen um Einnahmen aus Mühlen und weiteren Stiftsbesitz, um Münzprägungen, die Besetzung von Schulrektorenstellen und mehr. Dabei strebte die Stadt nach mehr Autonomie und Unabhängigkeit vom Stift, was unter ihrer Nachfolgerin zur Eskalation führte.
Anna starb am 14. Januar 1458 und wurde in der Stiftskirche St. Servatius beigesetzt, ihre Grabplatte befindet sich in der Hauptkrypta.